# 高嶋ゆうこ
高嶋 ゆうこ（たかしま ゆうこ、1987年2月28日 - ）は、日本のAV女優。

## 略歴・エピソード
人妻AV女優として人気を博した。
趣味は水泳、ネイルアート。

## 出演作品
（オムニバス編集作品を除く）

### アダルトビデオ
- 素人初脱ぎ美人妻 2 お金じゃないんです。私…セックスがしたいんです！！ （ケイ・エム・プロデュース）
- 美しき痴女 こんなにパンパンじゃ苦しいでしょ！ 私が全部吸いとってあげる （アテナ映像）
- この熟女いやらしい！ 一度知った快楽は手放せない！ （アテナ映像）
- 奥様欲情日記 まっ昼間から裸にエプロンなんて… あ～あ奥さん ムチムチの太モモまでタレてるよ （アテナ映像）
- 秘め事 2 密室で起きた甘く淫美な体験 （アテナ映像）
- ANIMAL BACK2 ケツで抜け 前も後も犯しまくり！ （アテナ映像）
- 軽井沢婦人 （ルビー）
- べっぴん妻は両刀使い （現映社）
- 背徳愉悦 近親相姦 鮎川るい 高嶋ゆうこ （桃太郎映像出版）
- セールスレディの誘惑 （マドンナ）
- 素人マダムズ［LEVEL A］ 其の二十三 （アリスJAPAN）
- ぶっかけ熟女（アリスJAPAN）
- 団地に棲む人妻たち 三十三 （マドンナ）
- ばついち 9 一人身は寂しいんです （クリスタル映像）
- 昼下がりの淫ら妻 19 （クリスタル映像）
- 美熟女…H 17 （クリスタル映像）
- 初脱ぎ熟女 33 （クリスタル映像）
- 熟れ濡れ奥さまはスゴ淫です 2　（クリスタル映像）
- 母乳召しませ 10　（VAMP)
- スーパー野外露出 電話BOXで電動マッサージ器攻撃 （タイガーマイスターズ ）
- 母乳人妻 [奥様の生ミルク] （ワイルドサイト）
- 連続127回！人妻3人強制オーガズム 9　（ロータス）

### 海外配信作品
- 3人の子持ちの三十路母乳妻 1　（熟女倶楽部）
- 3人の子持ちの三十路母乳妻 2　（熟女倶楽部）